# Padała
Padała (bułg. Падала) – wieś w Bułgarii, w obwodzie Kiustendił, w gminie Riła. Według danych szacunkowych Ujednoliconego Systemu Ewidencji Ludności oraz Usług Administracyjnych dla Ludności, 15 czerwca 2020 roku miejscowość liczyła 30 mieszkańców.